# Lista de castelos da República da Irlanda
Esta é uma lista de castelos da República da Irlanda, classificados por condado:

## Condado de Carlow
- Castelo Ballymoon
- Castelos de Co Carlow
- Castelo de Carlow (em ruínas)
- Castelo de Castlemore's History
- Castelo de Garryhill (em ruínas)
- Castelo de Huntington (Clonegal) (restaurado)
- Castelo de Leighlinbridge (em ruínas)

## Condado de Cavan
- Castelo de Bailieborough
- Castelo de Ballyconnell
- Castelo de Cabra  (restaurado)
- Castelo Cloughoughter (em ruínas)
- Castelo Cosby
- Castelo Hamilton
- Castelo Saunderson
- Castelo de Lismore

## Condado de Clare
- Castelo de Ballinalacken (hotel)
- Castelo de Ballyportry
- Castelo de Boston
- Castelo de Bunratty (restaurado)
- Castelo de Carrigaholt
- Castelo Crine
- Castlefergus House
- Castlelake House
- Castelo de Craggaunowen
- Castelo de Doolin
- Castelo de Doonagore
- Castelo de Dromoland (restaurado; hotel)
- Castelo de Freagh
- Castelo de Gleninagh
- Castelo de Gragan
- Castelo de Inchiquin (em ruínas)
- Castelo de Kiltanon
- Castelo de Knopoge (restaurado)
- Castelo de Leamaneh (em ruínas)
- Castelo de Newtown (restaurado)
- O'Brien's Tower
- Castelo de O'Dea
- Castelo de Tyredagh
- Castelo de Tromra
- Castelo de Tuamgraney

## Condado de Cork
- Castelo de Aghamaria
- Castelo de Ballea
- Castelo de Ballinacarriga
- Castelo de Ballincollig
- Castelo de Ballymaloe
- Castelo de Ballyclogh
- Castelo de Ballynamona
- Castelo de Ballyrobert
- Bantry House (restaurado)
- Castelo de Barryscourt (restaurado) OPW info
- Castelo de Belvelly
- Castelo de Blackrock (restaurado)
- Castelo de Blackwater (restaurado)
- Castelo de Blarney (em ruínas)
- Castelo de Buttevant
- Castelo de Carriganass
- Castelo de Carrigaphooca
- Castelo de Carrigboy
- Castelo de Carrignacurra
- Castelo Bernard
- Castelo Cooke
- Castelo Downeen
- Castelo Eyre
- Castelo Freke (em ruínas)
- Castelo Harrison
- Castelo Hyde
- Castelo Kevin
- Castelo Lishen
- Castelo Mary
- Castelo Salem (em ruínas)
- Castelo Townsend
- Castelo Treasure
- Castelo Warren
- Castelo White
- Castelo Widenham
- Castelo Wrixon
- Castlemahon
- Castleminsters
- Castelo de Coolmaine (restaurado; atualmente pertence à Roy Disney
- Castelo de Coppingerstown
- Castelo de Cor
- Castelo de Creagh
- Castelo de Cregg
- Castelo de Crowley
- Castelo de Davis'
- Castelo de Desmond (restaurado) OPW info
- Castelo de Donovan's (em ruínas)
- Castelo de Dripsey
- Castelo de Drishane (restaurado)
- Castelo de Dromagh
- Castelo de Dromaneen
- Castelo de Duarrigle
- Castelo de Dunasead
- Castelo de Dunboy
- Castelo de Dunmanus (em ruínas)
- Castelo de Eustace’s
- Castelo de Garryvoe (casa-torre em ruínas)
- Castelo de Glengarriff
- Castelo de Gortmore
- Castelo de Ightermurragh (em ruínas)
- Castelo de Kanturk
- Castelo de Kilbrittain (restaurado)
- Castelo de Kilcaskan
- Castelo de Kilcor
- Castelo de Kilcoe
- Castelo de Kilcrea (em ruínas)
- Castelo de Kilnannan
- Castelo de Lohort
- Castelo de Macroom (em ruínas)
- Castelo de Mallow (em ruínas)
- Castelo de Milltown
- Castelo de Mitchelstown
- Castelo de Mogeely
- Castelo de Monanimy
- Castelo de Monkstown
- Castelo de Rostellan
- Castelo de Tynte's
- Castelo de Widenham (restaurado)

## Condado de Donegal
- Castelo de Burt
- Castelo de Doe/Caisleán na dTuath (restaurado)
- Castelo de Donegal (restaurado) OPW info
- Castelo de Glenveagh (completo)
- Greencastle (em ruínas)

## Condado de Dublin
- Castelo de Ardgillan, Ardgillan Demesne, Balrothery
- Castelo de Artaine
- Castelo de Ashtown OPW info
- Castelo de Athgoe (intacto) NIAH survey
- Castelo de Ballyowen (em ruínas, incorporado ao Ballyowen Castle Shopping Centre
- Castelo de Balrothery (intacto)
- Castelo de Baymount
- Castelo de Belgard (sede da CRH Holdings
- Castelo de Bremore
- Castelo de Bullock
- Castelo de Carrickmines, ruins, buried beneath recent road work
- Castelo Bagot (intacto)
- Castelo Mount
- Castelo Park (Castelo Perrin) (intacto) NIAH survey
- Castelo de Castleknock
- Cheeverstown
- Castelo de Clonskeagh
- Castelo de Clontarf (restaurado; hotel) NIAH survey
- Castelo de Conn (intacto)
- Dalkey, 2 remaining of original 7 castles
- Donabate (intacto)
- Castelo de Drimnagh (restaurado) NIAH survey
- Castelo de Drumcondra (centro de conferências)
- Castelo de Dublin (restaurado)
- Castelo de Dundrum (em ruínas)
- Castelo de Dunsoghly (restaurado)
- Castelo de Howth NIAH survey
- Grange
- Castelo de Irishtown (em ruínas)
- Castelo de Kilgobbin (em ruínas) History
- Castelo de Killiney, Scalpwilliam or Mount Mapas.NIAH survey
- Castelo de Killininny, Firhouse
- Castelo de Kilsallaghan
- Castelo de Knocklyne (Knocklyon), Knocklyon. Intact, private residence. NIAH survey
- Castelo de Lambay NIAH survey
- Lanestown (intacto)
- Castelo de Luttrellstown (restaurado)
- Castelo de Malahide (restaurado)
- Castelo Manderley
- Castelo de Merrion
- Castelo de Monkstown (em ruínas)
- Murphystown (em ruínas)
- Castelo de Nangor
- Portrane (Stella's Tower) (intacto)
- Puck's Castle, Shankill. brief history & photos (em ruínas)
- Castelo de Rathfarnham (restaurado)
- Castelo de Rathmines NIAH survey
- Robswall (intacto)
- Castelo de Roebuck. (hall of residence UCD campus NIAH survey
- Castelo de Sarsfield (intacto)
- Seatown
- Castelo de Shangannagh (em ruínas, não confundir com a residência do século XVIII de mesmo nome)
- Castelo de Shankill NIAH survey, brief history (em ruínas)
- Castelo de Simmonscourt NIAH survey
- Castelo de Stillorgan (18th century house on site of earlier castle, now incorporated into the modern St John of God hospital complex.) NIAH survey
- Castelo de Swords (em ruínas)
- Templeogue House NIAH survey
- Thorncastle
- Castelo de Tully's (em ruínas) Picture
- Castelo de Tymon (demolido)
- Castelo de Williamstown NIAH survey

## Condado de Galway

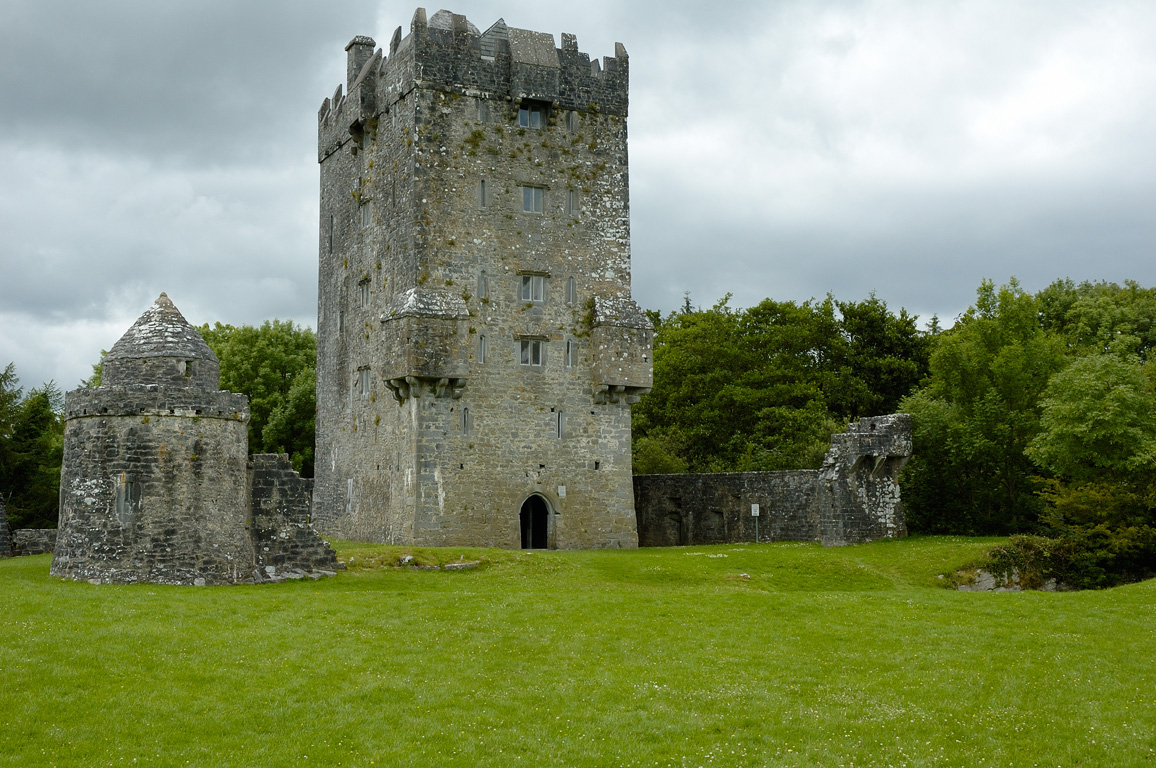
Castelo de Aughnanure

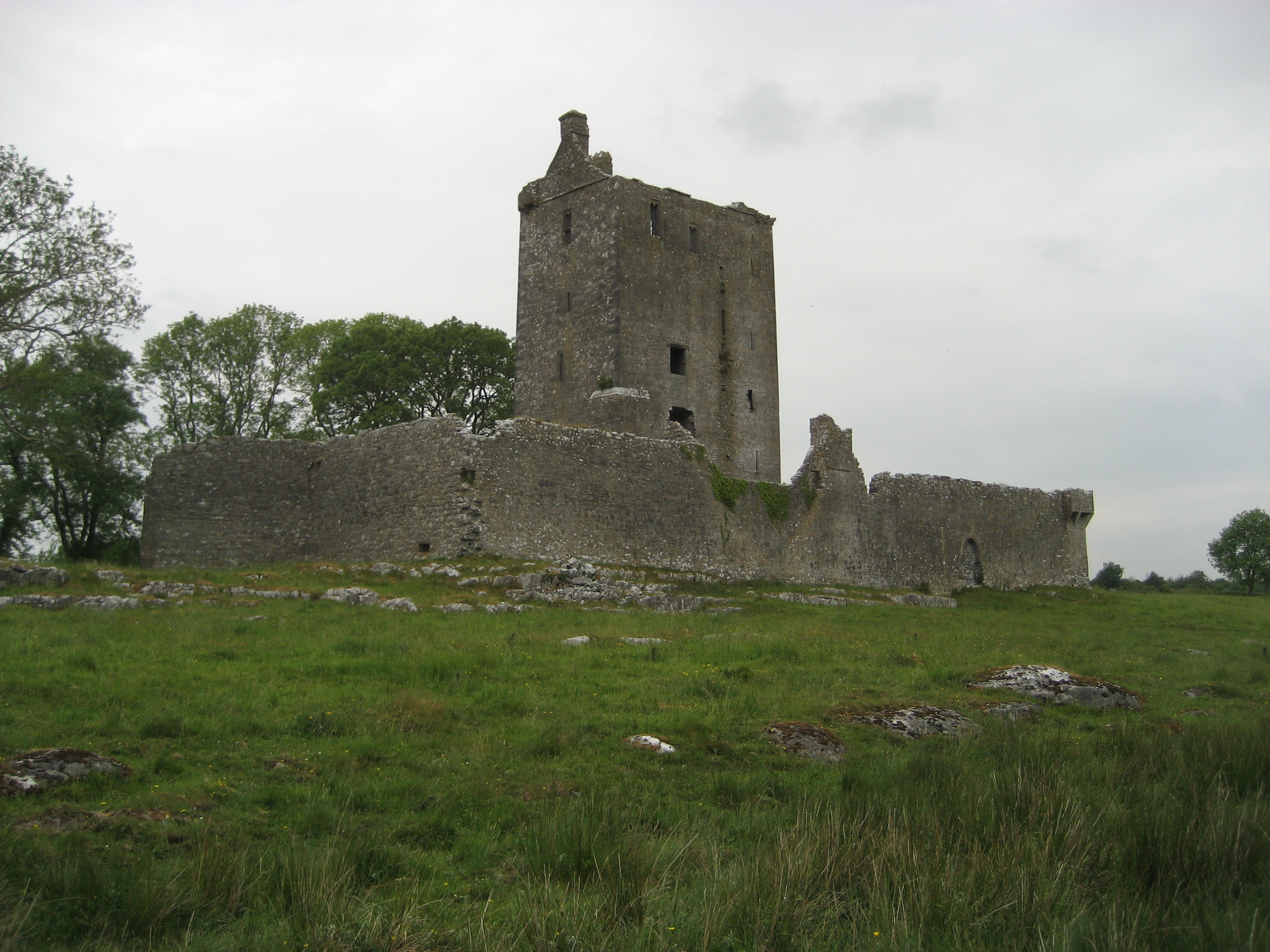
Castelo de Fiddaun

- Castelo de Abbeyglen (hotel) website
- Castelo de Athenry (em ruínas) OPW info
- Castelo de Aughnanure
- Castelo de Ballymore (restaurado)
- Castelo de Ballynahinch (hotel)
- Castelo Kirk (em ruínas)
- Castelo de Castletown (em ruínas)
- Castelo de Cregg (restaurado)
- Castelo de Dunguaire (restaurado)
- Castelo de Feartagar (em ruínas)
- Castelo de Fiddaun (em ruínas)
- Castelo de Glinsk
- Castelo de Hackett (em ruínas)
- Castelo de Lynch's (restaurado)
- Castelo de Menlow (também chamado Menlo ou Menlough)
- Castelo de Oranmore (restaurado)
- Castelo de Portumna (restaurado)
- Thoor Ballylee

## Condado de Kerry

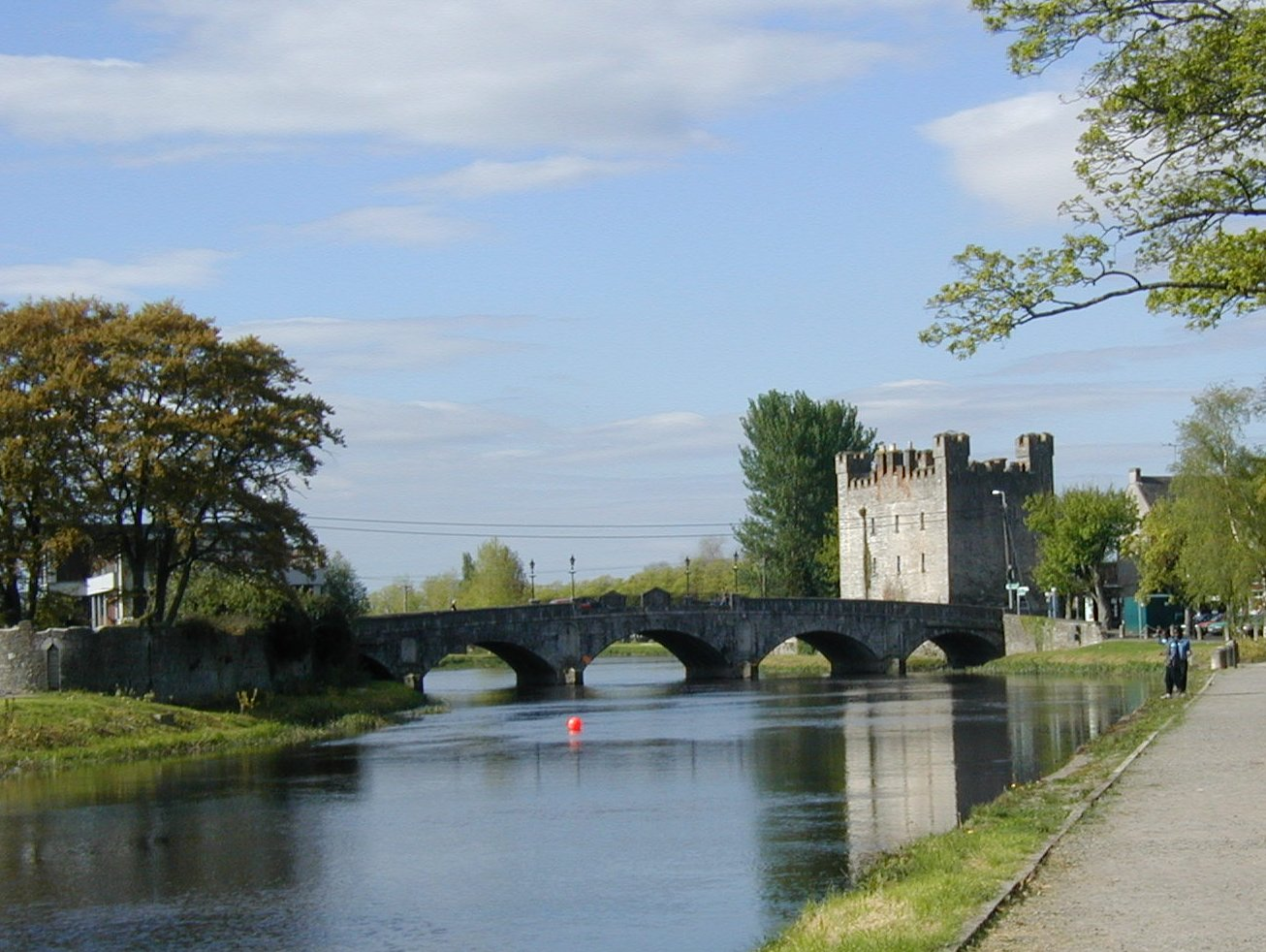
Castelo de White's, Athy

- Castelo de Ardea
- Castelo de Ballingarry
- Castelo de Ballinskelligs
- Castelo de Ballybunion
- Castelo de Ballycarbery
- Castelo de Ballymalis
- Castelo de Ballyseede (hotel)
- Castelo de Cappanacuss
- Castelo de Carrigafoyle
- Castelo de Carrignass
- Castelo Sybil
- Castelo da Ilha
- Castelo de Dromore
- Dunbeg Promontory fort
- Castelo de Dunkerron
- Castelo de Dunloe
- Castelo de Gallarus
- Castelo de Listowel
- Castelo de Minard
- Castelo de Parkavonear
- Castelo de Ross (restaurado) OPW info
- Straigue Fort

## Condado de Kildare
- Castelo de Barberstown (restaurado; hotel)
- Castelo Rheban (em ruínas) History
- Castelo de Grange (em ruínas)
- Castelo de Jigginstown (Sigginstown House) (em ruínas). History
- Castelo de Kilkea (restaurado; hotel)
- Castelo de Kilteel, substantial remains.History
- Castelo de Leixlip (restaurado)
- Castelo de Maynooth History
- Castelo de Rathcoffey, only gate-house & guard-house survive. History
- White's Castle (restaurado; residência privada)

## Condado de Kilkenny
- Castelo de Burnchurch
- Castelo de Clara
- Castelo de Foulksrath
- Castelo de Gowran
- Castelo de Granagh
- Castelo de Kilkenny (restaurado) OPW info
- Castelo de Shankill  (restaurado)

## Condado de Laois
- Castelo Durrow (hotel)
- Castelo de Dunamase (em ruínas)

## Condado de Leitrim
- Castelo de Parke's (restaurado) OPW info

## Condado de Limerick
- Castelo de Askeaton
- Castelo de Ballygrennan
- Castelo Negro
- Castelo de Bourchier's
- Castelo de Carrigogunnell
- Castelo Matrix
- Castelo Oliver (também conhecido como Clonodfoy)
- Castelo Troy
- Castelo de Desmond
- Castelo de Glin (antigo)
- Castelo de Glin (hotel)
- Castelo do Rei João
- Castelo de Lisnacullia
- Castelo de Rockstown
- Castelo de Springfield
- Castelo de Williamstown

## Condado de Longford
- Castelo de Tullynally info
- Castleforbes. Castleforbes home page

## Condado de Louth
- Castelo Roche (em ruínas)
- Castelo de Darver (restaurado; hotel)
- Castelo de King John's (restaurado)
- Castelo de Taaffe (em ruínas)
- Castelo de Termonfeckin

## Condado de Mayo
- Castelo de Ashford (hotel)
- Castelo de Belleek (hotel)
- Castelo de Deel (em ruínas)
- Castelo de Rockfleet

## Condado de Meath
- Castelo de Dunsany
- Castelo de Killeen
- Castelo de Slane (restaurado)
- Tara (em ruínas)
- Castelo de Trim (restaurado) OPW info
- O Castelo Negro
- Newcastle-Lyons

## Condado de Monaghan
- Castelo Leslie

## Condado de Offaly
- Castelo de Birr
- Castelo de Charleville
- Castelo de Clonony
- Castelo de Kinnitty (restaurado; hotel)
- Castelo de Leap

## Condado de Roscommon
- Castelo de Roscommon
- Castelo de Ballintober (em ruínas)

## Condado de Sligo
- Castelo de Ballymote
- Castelo de Markree History (restaurado; hotel)
- Castelo de Moygara (em ruínas) Castle Website
- Castelo de Parke's

## Condado de Tipperary
- Castelo de Annameadle (em ruínas)
- Castelo de Ardfinnan
- Castelo de Cahir (restaurado) OPW info
- Castelo de Carrigeen (restaurado)
- Castelo de Farney
- Castelo de Killaghy Killaghy Castle (restaurado)
- Knockgraffan, early Ráth,
- Castelo de Nenagh
- Castelo de Ormonde (solar) OPW info
- Castelo de Cashel (restaurado)
- Castelo de Roscrea
- Castelo de Shanbally

## Condado de Waterford
- Castelo de Granagh (em ruínas)
- Castelo de Lismore (restaurado)
- Reginalds Tower OPW info
- Castelo de Waterford

## Condado de Westmeath
- Castelo de Athlone (restaurado)
- Castelo de Portlick  (restaurado)
- Rathcastle
- Castelo de Tullynally (restaurado)

## Condado de Wexford
- Castelo de Adamstown (casa-torre)
- Castelo de Ballyteigue (casa-torre)
- Castelo de Ballyhack (restaurado)  OPW info
- Castelo de Enniscorthy (restaurado)
- Castelo de Ferns (restaurado) OPW info
- Castelo de Ferrycarrig
- Castelo de Johnstown
- Castelo de Mountgarret
- Castelo de Rathlannon
- Castelo de Rathmacknee (em ruínas)

## Condado de Wicklow
- Castelo de Carnew
- Castelo de Dunganstown
- Castelo de Kiltimon